# Baltrum III
Die Baltrum III ist ein Passagierschiff der Reederei Baltrum-Linie. Sie wird im Ausflugsverkehr ab Neßmersiel und Baltrum sowie im Linienverkehr zwischen der Nordseeinsel Baltrum und dem Hafen in Neßmersiel eingesetzt.

## Das Schiff
Die Baltrum III wurde auf der Schiffswerft Julius Diedrich gebaut und transportiert ausschließlich Personen und ihre Gepäckstücke, welche in kleinen Containern verladen mit einem Kran auf das Achterschiff geladen werden. Die einzige Fracht, die regelmäßig transportiert wird, ist Post.
Im Frühjahr 2012 wurde das Schiff in Oldersum umgebaut. Dabei wurden die ursprünglichen Fahrmotoren von KHD mit einer Leistung von 470 kW gegen zwei neue Motoren von Scania vom Typ DI-12 mit zusammen 662 kW getauscht. Ferner erhielt das Ruderhaus einen neuen Fahrstand und die Fenster im unteren Salon dickeres Glas.
Während die Baltrum III in den Monaten März bis Oktober überwiegend für Ausflugsfahrten und für den Tagestourismus auf die Insel Baltrum eingesetzt wird, übernimmt sie von Oktober bis März von der in dieser Zeit aufgelegten größeren Baltrum I die Bedienung der regelmäßigen Fährverbindung zwischen Baltrum und Neßmersiel.